# Тодор Кабакчиев (офицер)
Тодор Павлов Кабакчиев е български офицер (полковник), военен деец от Сръбско-българската война (1885), командвал Конвоя на негово височество (1885 – 1886) и 10-и конен полк (1901 – 1902). Той е първият българин командвал гвардията.

## Биография
Тодор Кабакчиев е роден на 2 август 1860 г. в Търново в семейството на Павел Недюв Кабакчиев и съпругата му Тодорица. През 1879 г. постъпва в Кавалерийското юнкерско училище в Елисаветград, Русия, което завършва през 1881 година и на 8 септември е произведен в чин подпоручик. Служи 1-ви артилерийски полк. На 30 август 1884 е произведен в чин поручик. На 11 август 1885 е назначен за командир на Конвоя на негово височество.

## Сръбско-българска война (1885)
По време на Сръбско-българската война (1885) поручик Кабакчиев командва поверения му конвой. На 5 ноември един ескадрон под командването на Кабакчиев е изпратен към Алдомировци, за да застраши фланга на сръбските войски, когато предприемат настъпление в обход на българския ляв фланг, но ескадронът няма възможност да атакува и остава в наблюдателно положение до края на Сливнишкото сражение. На 10 ноември по заповед на командир на 2-ри конен полк е назначен с 3 взвода от поверения му ескадрон да отиде в авангард по дефилето за Филиповци и Трън с цел откриване на противника. На следващия ден по заповед на началника на Кавалерийската дивизия се отправя и пристига в Цариброд, където бивакува на 12 ноември. На следващия ден отново по заповед на командира на 2-ри конен полк с ескадрона си се отправя към левия фланг и е на разположение на капитан Попов през селата Вишан, Невля, Врабча и Трън. На 14 ноември по заповед на капитан Попов е назначен за авангард на войските на левия фланг, които настъпват към Пирот. При откриването на сръбските войски, докладва на капитан Попов и по негова заповед започва преследване на противника. Към ескадрона на поручик Кабакчиев се присъединява и 2-ри ескадрон от 1-ви конен полк, с който се оказват пред главните сръбски сили, които преследват до идването на другите бъчварски ескадрони.
След края на войната поручик Кабакчиев командва конвоя до 7 февруари 1886. На 10 февруари началника на щаба на армията капитан Рачо Петров изпраща телеграма до княз Александър с молба за назначаване на Кабакчиев за ординарец при началника на Северния отряд, но същия ден княз Александър в отговор на телеграмата му съобщава, че ще вземе поручик Кабакчиев за ординарец при него самия.
На 30 август 1886 е произведен в чин ротмистър, на 2 май 1890 в чин майор и на 2 февруари 1900 в чин подполковник. На 11 август 1901 подполковник Кабакчиев поема командването на новосъздадения 6-и кавалерийски дивизион, на която длъжност е до 24 септември 1902, когато командването на дивизиона поема подполковник Иван Димитров. На 28 юли 1913 е произведен в чин полковник. По време на военната си кариера служи 4-ти и 1-ви конни полкове.

## Семейство
Полковник Тодор Кабакчиев е брат на подполковник Теодоси Кабакчиев и на капитан Христо Кабакчиев. Женен е за Евангели Евприпия.

## Военни звания
- Подпоручик (8 септември 1881)
- Поручик (30 август 1884)
- Ротмистър (30 август 1886)
- Майор (2 май 1890)
- Подполковник (14 февруари 1900)
- Полковник (28 юли 1913)

## Образование
- Кавалерийско юнкерско училище в Елисаветград, Русия (1879 – 1881)